# 奥梅尔·尼沙尼

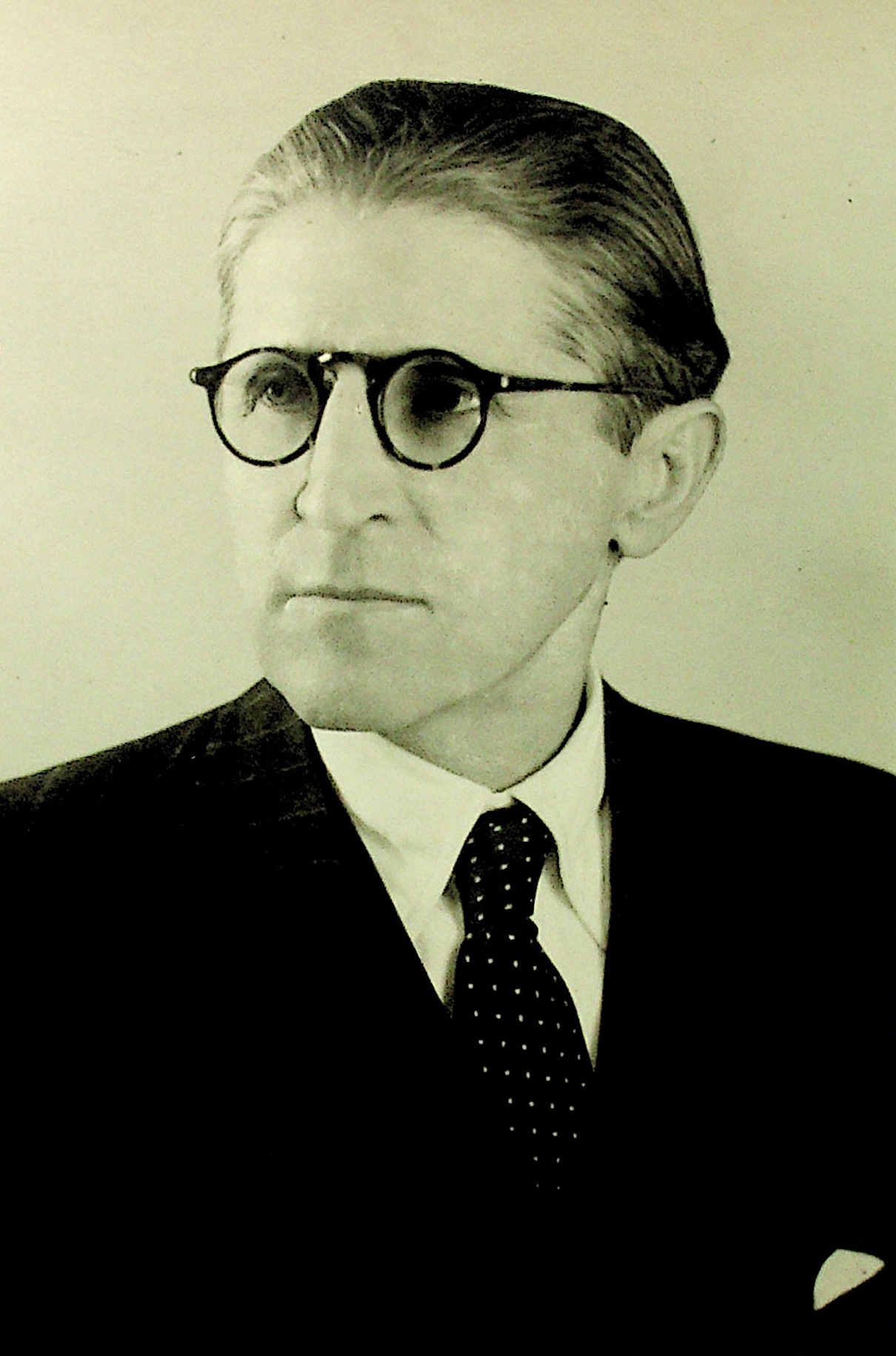
奥梅尔·尼沙尼

奥梅尔·尼沙尼（1887年2月5日—1954年5月26日），阿尔巴尼亚政治人物，在1920年代和1930年代与艾哈迈德·索古（1928年以后称索古一世）作斗争，然后在1942-1944年期间对抗法西斯占领阿尔巴尼亚。1946年阿尔巴尼亚人民共和国成立，被选为人民议会主席团主席（国家元首），直到1953年。

## 生平
奥梅尔生于阿尔巴尼亚南部城市吉诺卡斯特（Gjirokastra），他的哥哥贝索（Beso）是一个老师，他的学生包括年轻的恩维尔·霍查（也是吉诺卡斯特人）。在土耳其伊斯坦布尔，尼沙尼学医毕业，但没有成为医生。1913年5月在阿尔巴尼亚宣布独立后不久回国，回国后积极从事爱国运动。1916-1920年在奥地利维也纳攻读医学。在1920年代早期，他开始参与政治活动，支持凡·诺利。1924年6月他参加阿尔巴尼亚资产阶级革命，推翻了保守的的艾哈迈德·索古政府，建立了凡·诺利民主政府。12月索古在南斯拉夫支持下夺回政权，尼沙尼逃亡国外，参加反对索古和共产国际支持的国家革命委员会（KONARE），1925年到1932年在日内瓦与哈奇·列希一起主持“国家自由（Liria Kombëtare）报”。
1939年意大利入侵阿尔巴尼亚，尼沙尼回到阿尔巴尼亚，1942年9月担任民族解放运动委员会委员 ，1943年9月任民族解放总理事会常务委员会主席。1944年5月任反法西斯国家解放委员会主席，负责外交事务。1946年1月12日，尼沙尼当选为制宪会议（同年3月14日改称人民议会）主席团主席，1953年7月24日因健康原因辞职。
根据阿尔巴尼亚内政部的一个档案，档案里的验尸报告称，尼沙尼的尸体是自杀造成，当时被认为是禁忌的东西。
1988年他的文章和演讲被编译发表，书名：《Për Shqipërinë e popullit》。